# موزه هنرهای زیبای مارسی
موزه هنرهای زیبای مارسی (انگلیسی: Musée des beaux-arts de Marseille) موزه اصلی شهر مارسی، فرانسه است. این موزه که در کاخ لونشان قرار دارد در سال ۱۸۰۱ میلادی تأسیس شده و مجموعه ای از نقاشی‌ها، مجسمه‌ها و طراحی‌های قرن ۱۶ تا ۱۹ میلادی را به نمایش می‌گذارد.
آثاری از هنرمندانی همچون شارل لو برن، پی‌یر پوژه، فیلیپ دو شامپانی، نیکولا مینیار، یاسانت ریگو، ژان-بتیست اودری، ژان-مارک ناتیه، ژان-باتیست گروز، لوئیز الیزابت ویژه لوبرن، ژاک-لویی داوید، گوستاو کوربه، ژان-بتیست-کامی کورو، ژان‌فرانسوا میله، پیر پووی دو شاوان و اونوره دومیه در این موزه نگهداری می‌شود.

## نگارخانه

Selected paintings in the museum
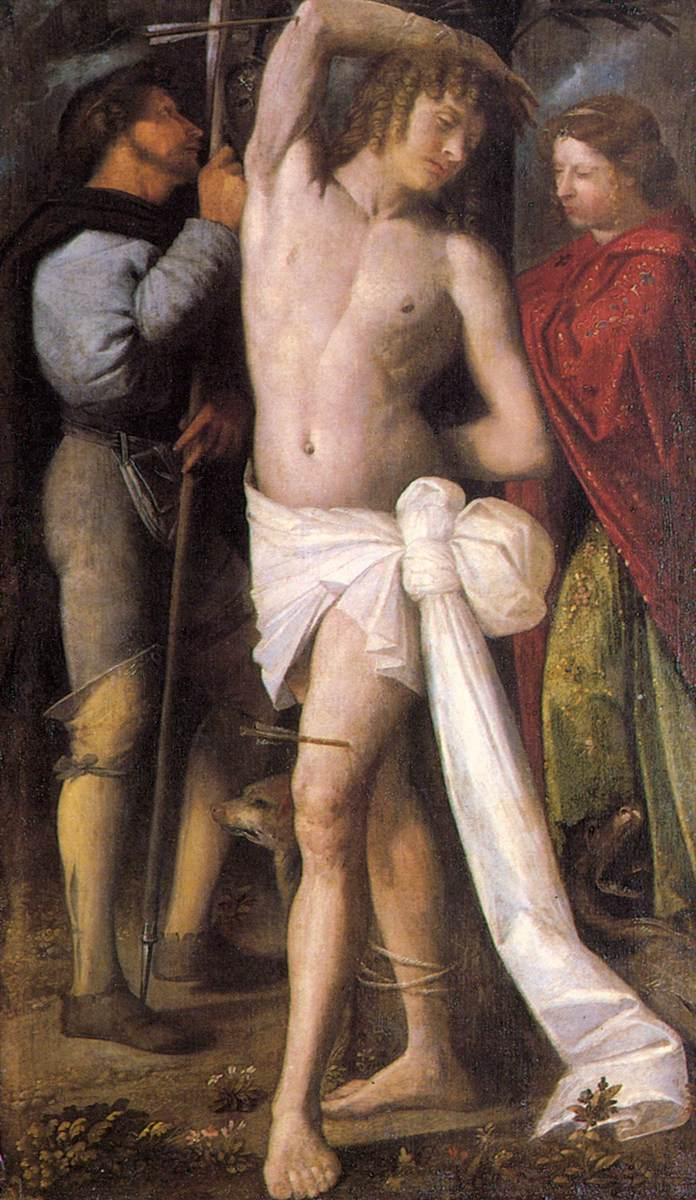
جیووانی کاریانی،  St Sebastian between St Roch and St Margaret
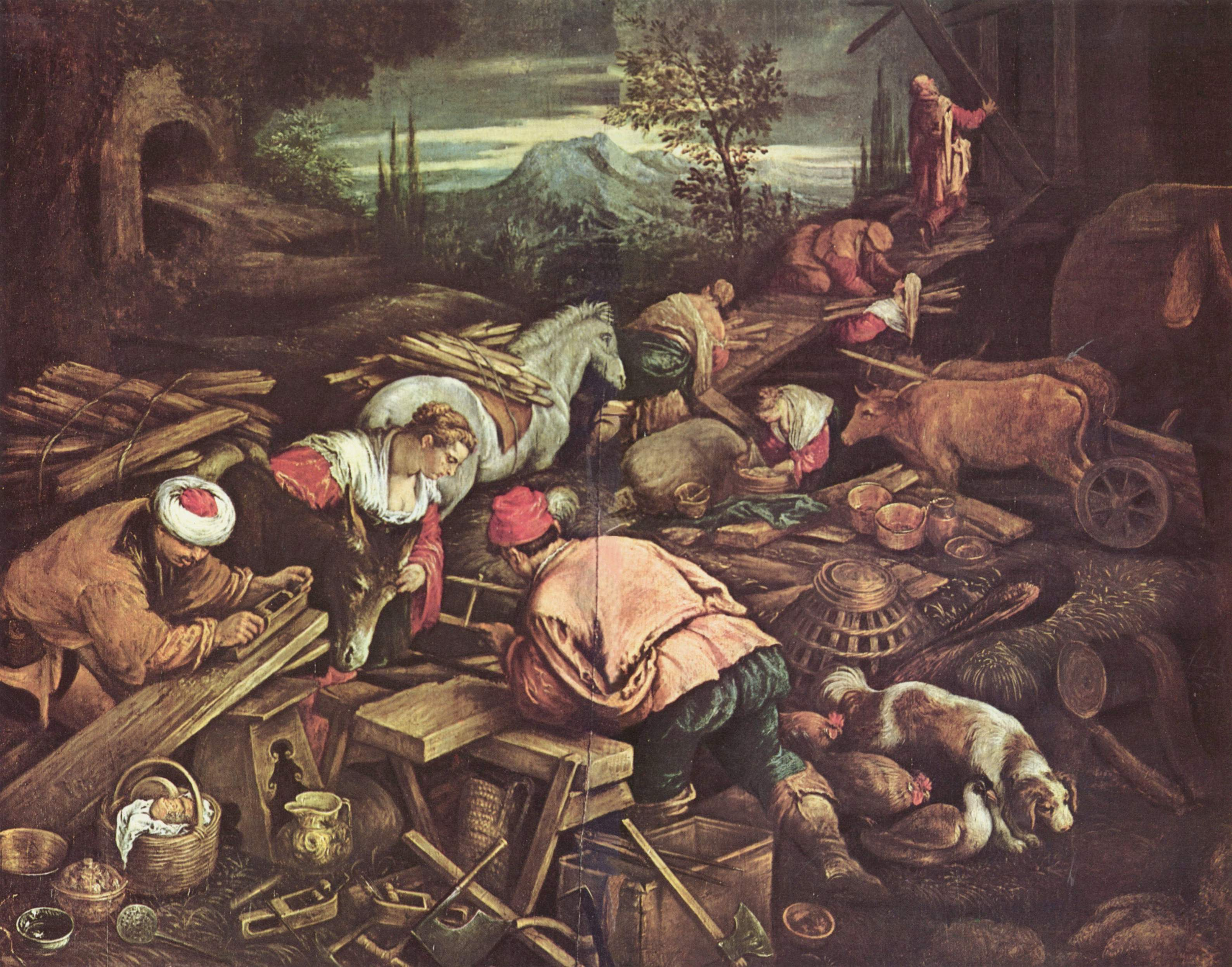
یاکوپو باسانو،  Construction of Noah's Ark
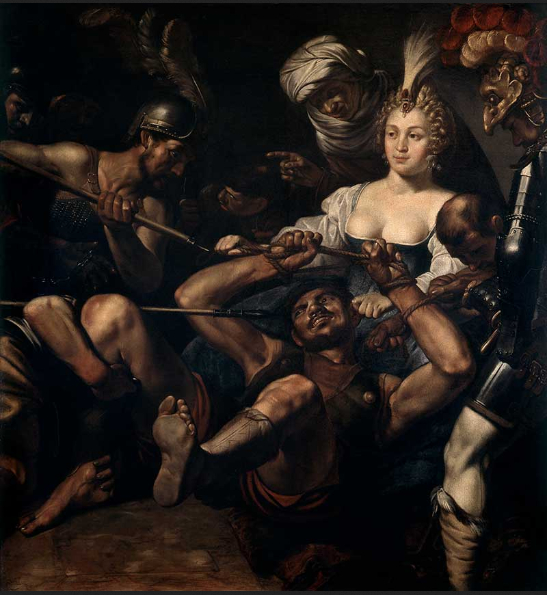
Louis Finson, Samson and Delilah
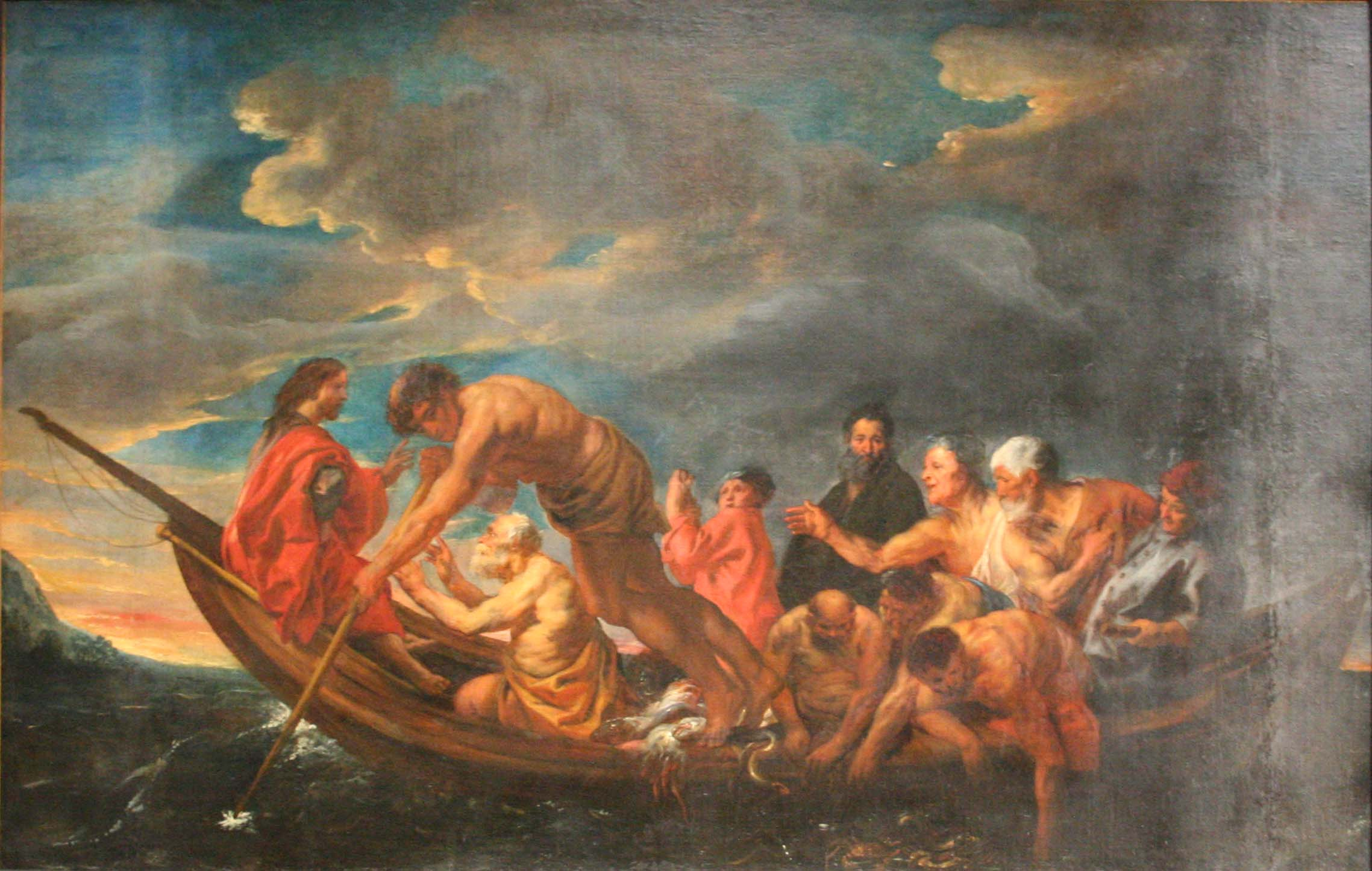
Jacob Jordaens, The miraculous draught of fish
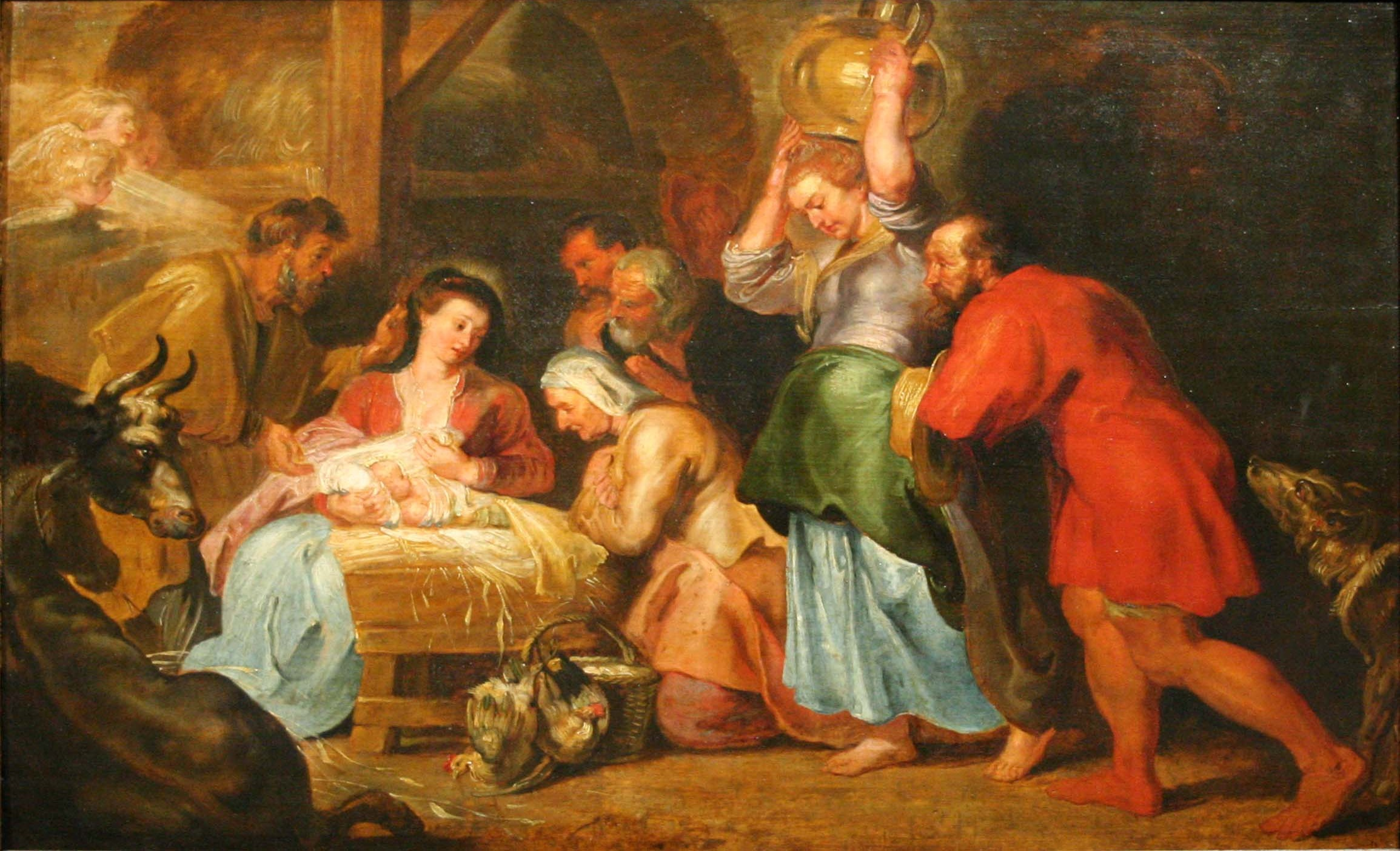
پیتر پل روبنس،  Adoration of the shepherds
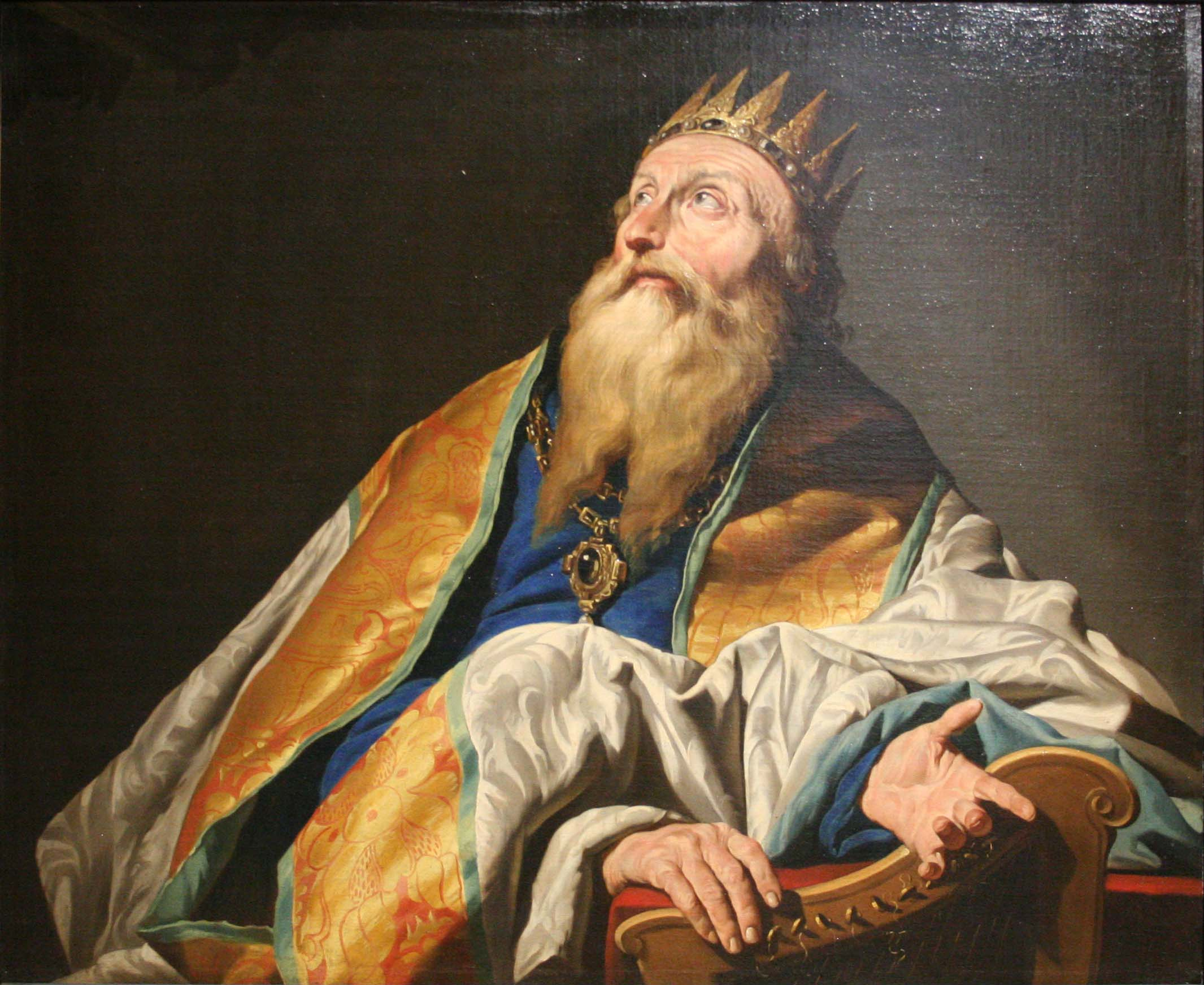
Matthias Stom, King David
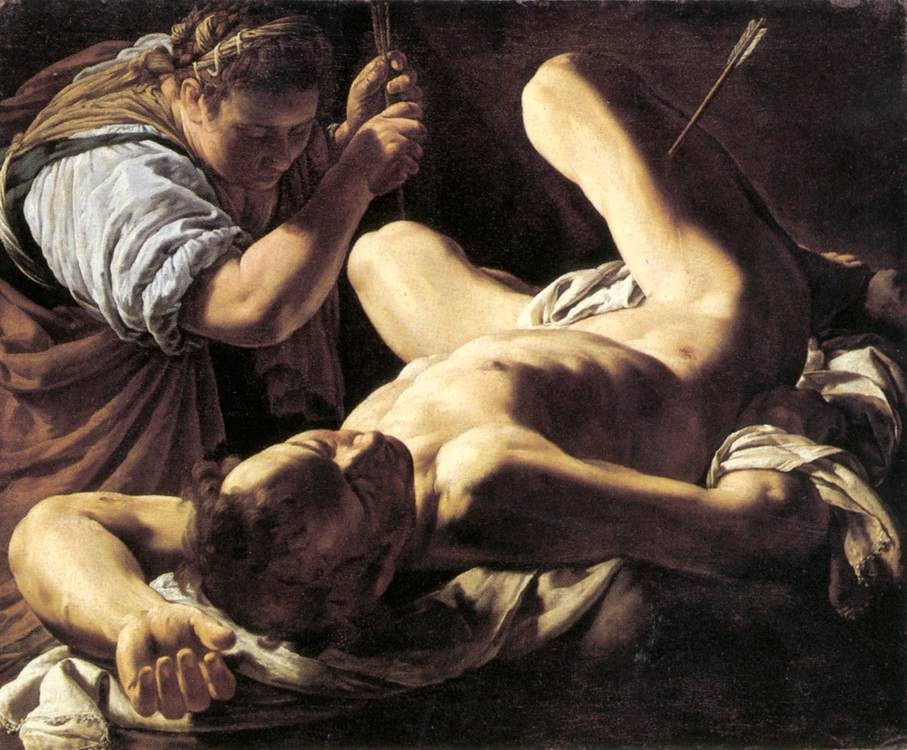
Marco Antonio Bassetti, St Sebastian Tended by St Irene
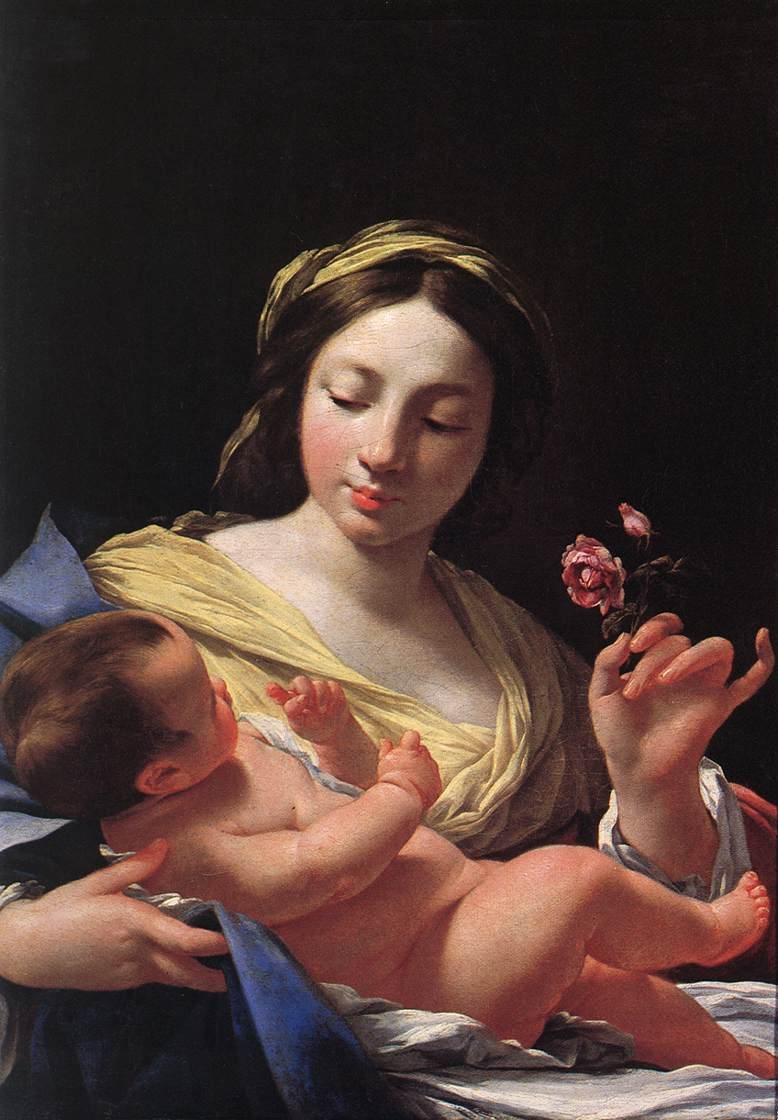
سیمون ووئه،  Madonna and Child with a rose
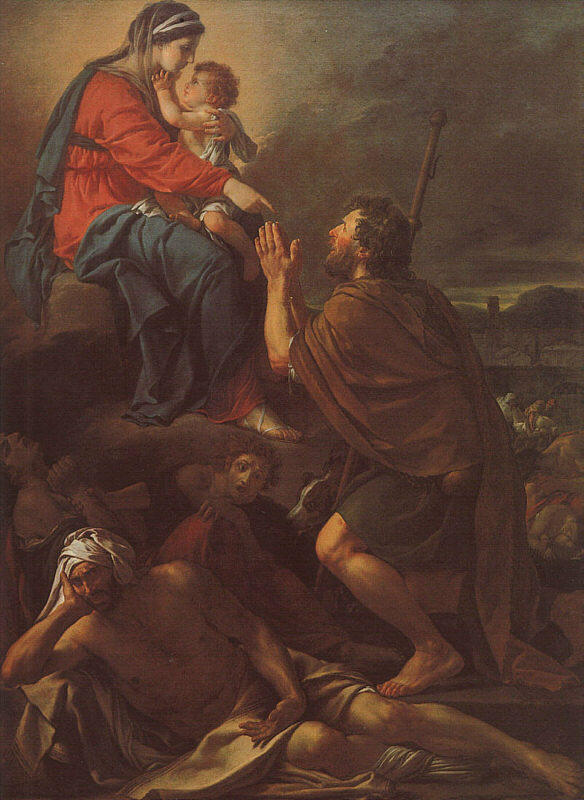
ژاک-لویی داوید،  Saint Roch interceding with the Virgin
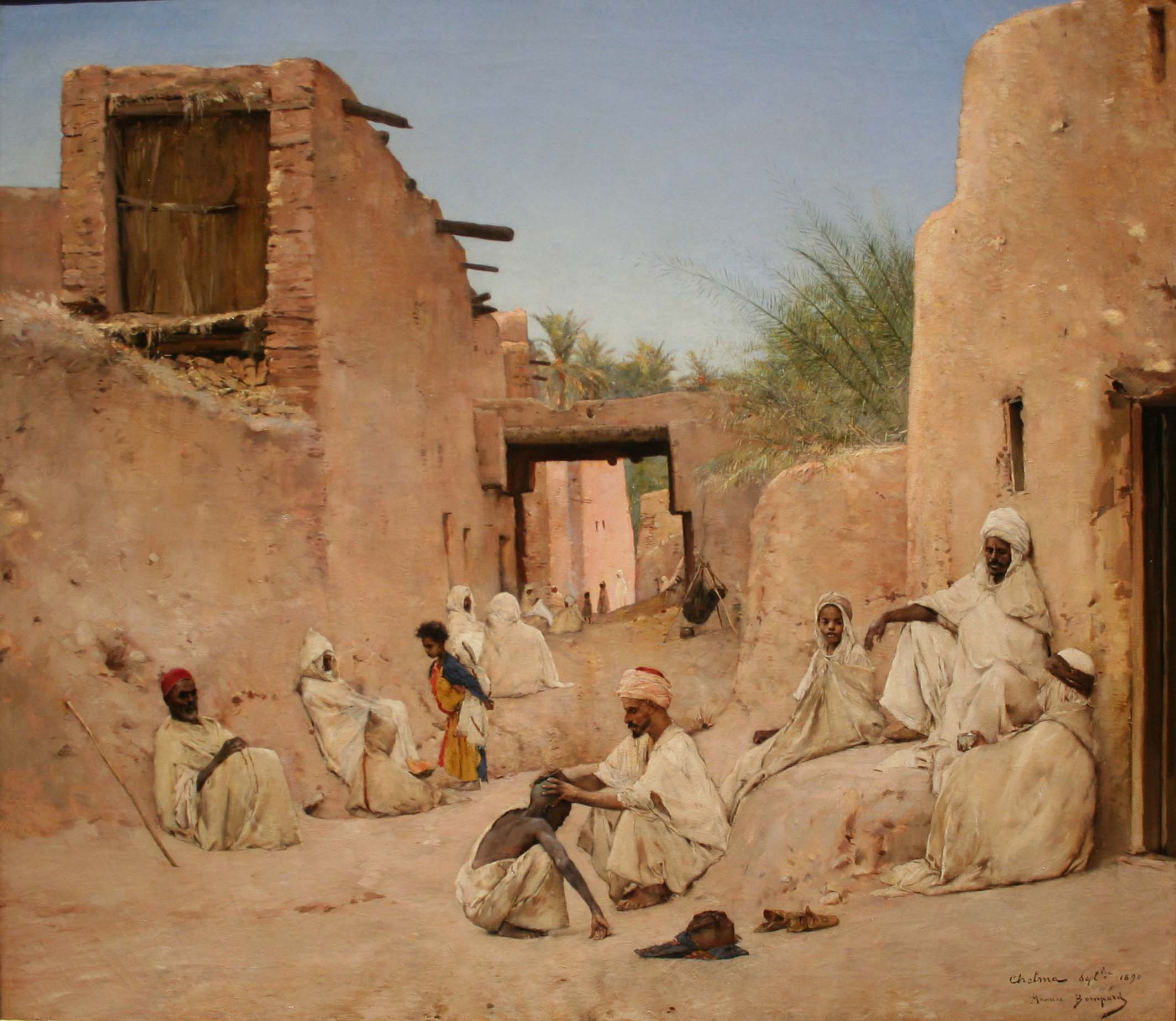
Maurice Bompard, A street of the oasis Chetma
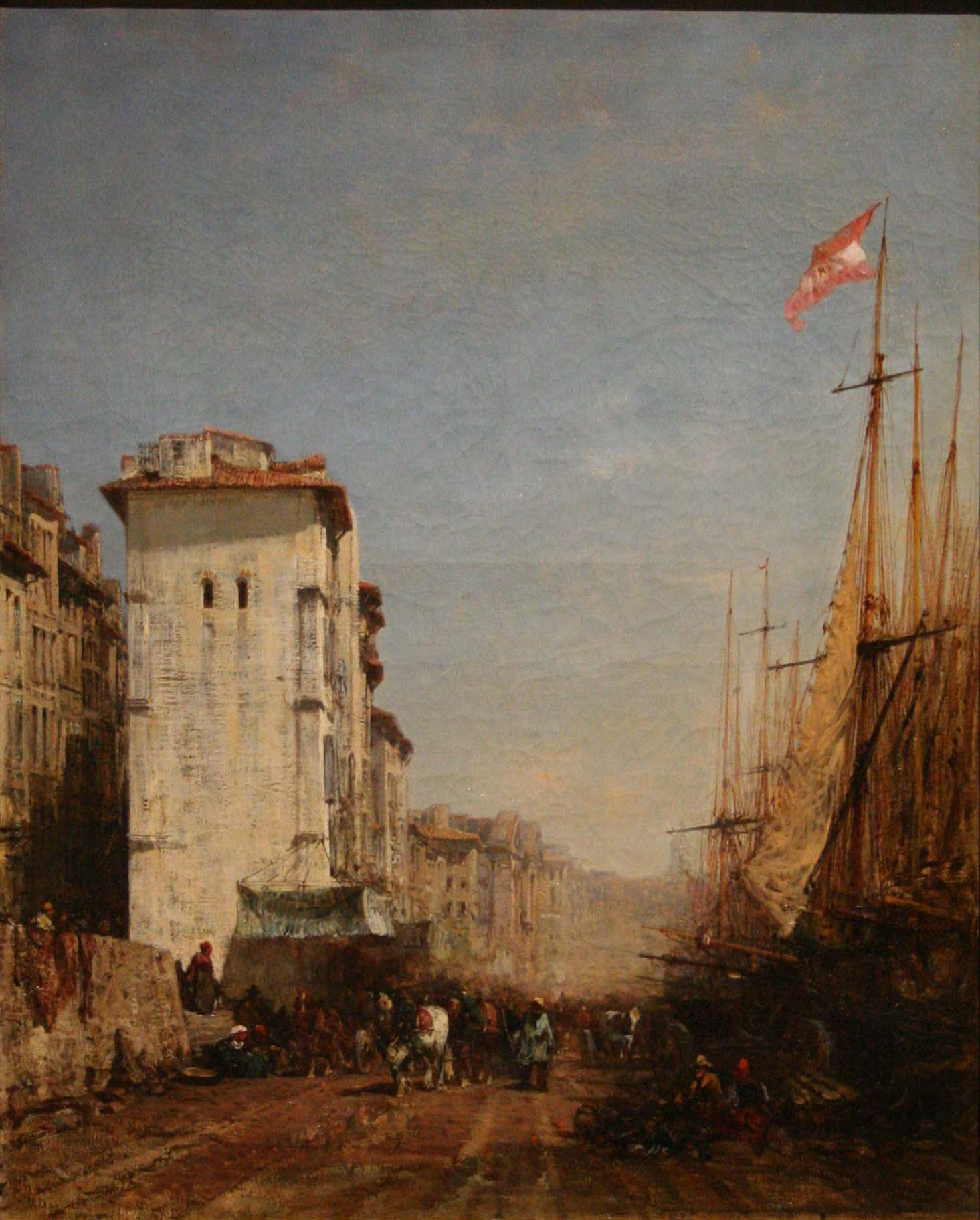
Félix Ziem
Quay of the port of Marseille

### طراحی‌ها

Selected drawings in the museum
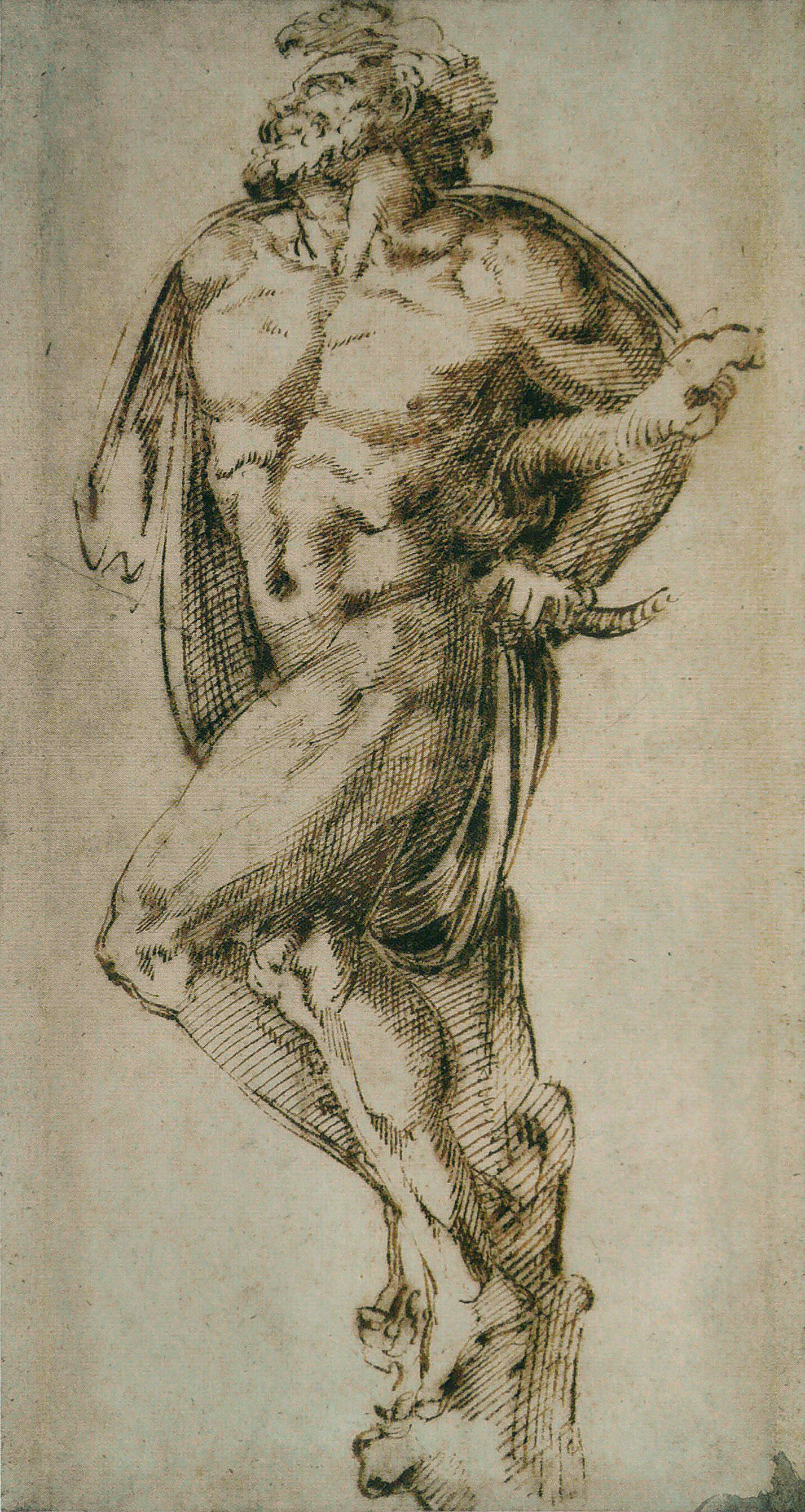
بارتولومئو باندینلی،  Study of a crucified thief, 16th century
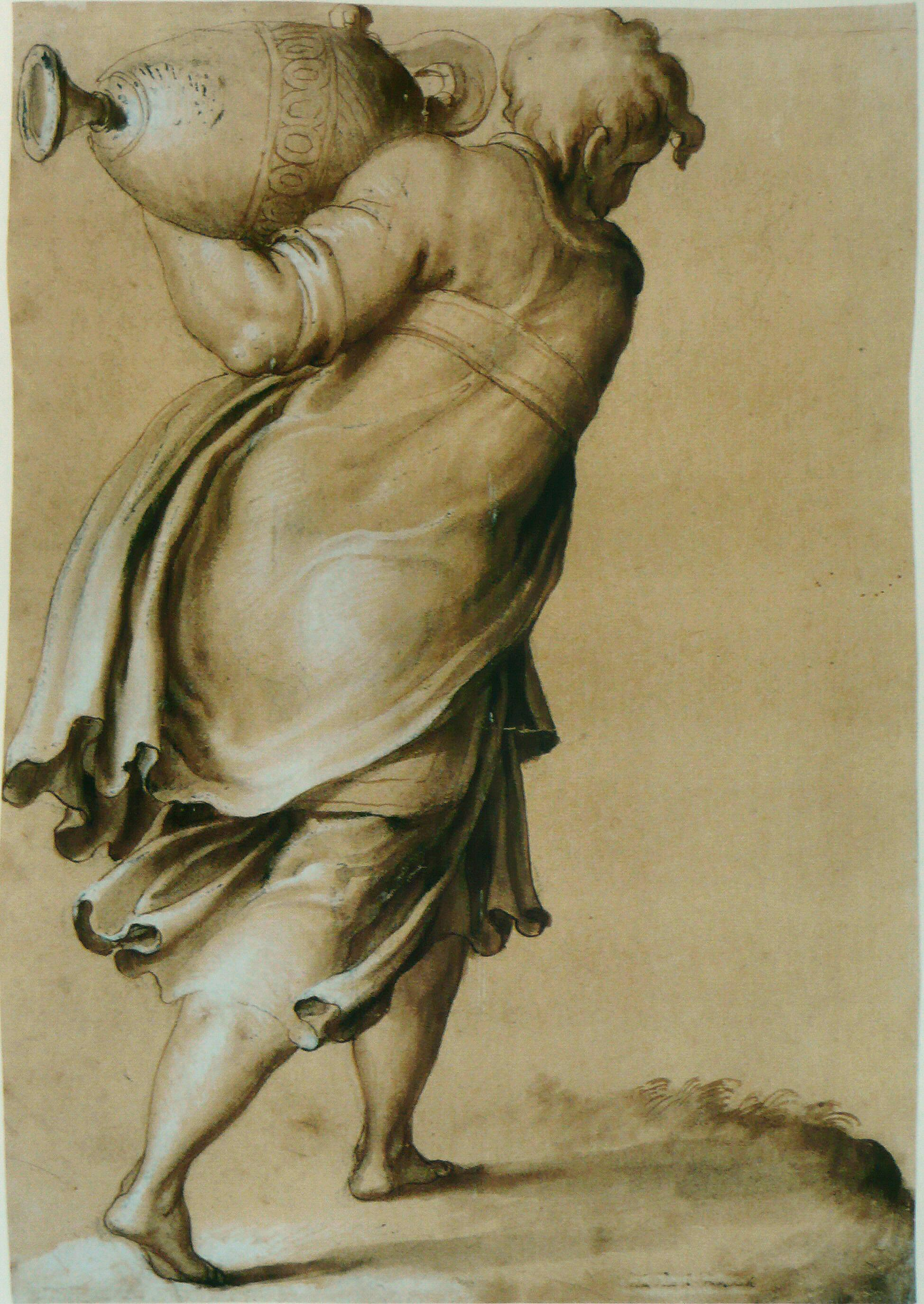
Francesco Salviati, Man seen from the back carrying an urn, 16th century
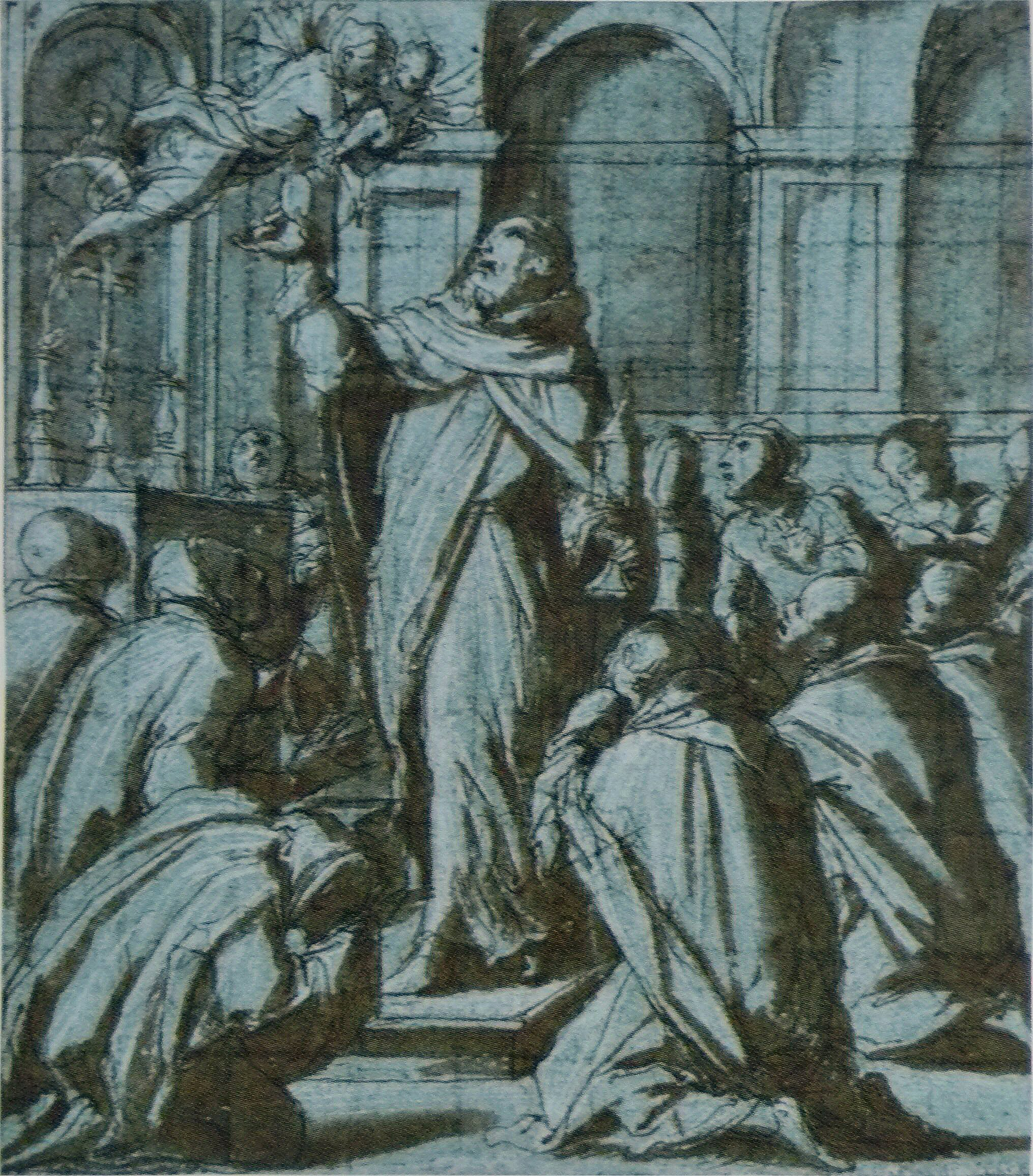
جورجو وازاری،  St Peter of Verona exorcising a demon personified by a Madonna and Child, 1570s.
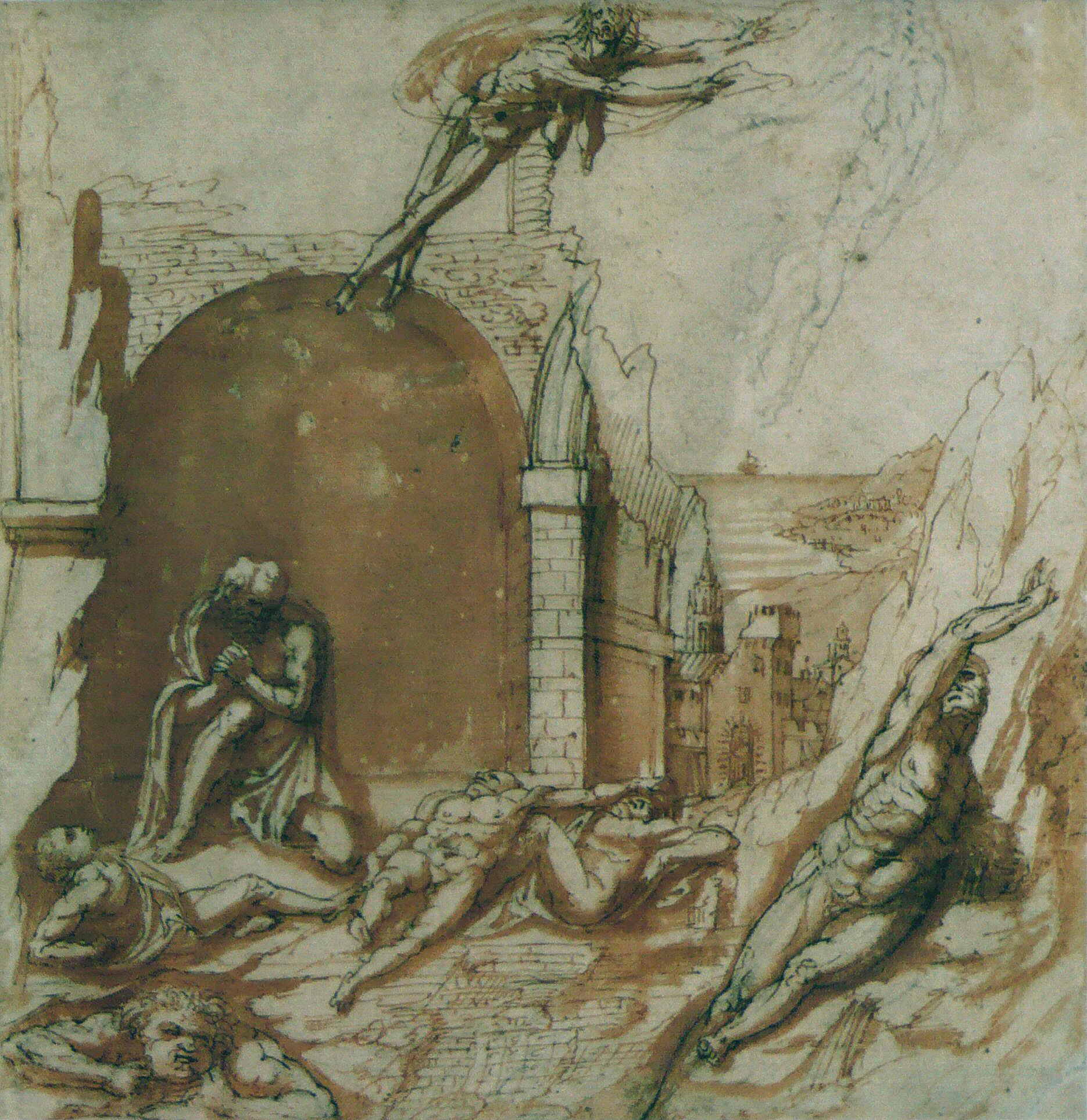
Pierino da Vinci, The count Ugolino and his children in prison, visited by Hunger, 16th century